# Rhexius ouachita
Rhexius ouachita är en skalbaggsart som beskrevs av Chandler 1990. Rhexius ouachita ingår i släktet Rhexius och familjen kortvingar. Inga underarter finns listade i Catalogue of Life.